# 沃亞姆波利斯基火山
沃亞姆波利斯基火山（羅馬化：Voyampolsky）是俄羅斯的火山，位於堪察加半島北部，屬於中部山脈的一部分，海拔高度1,225米，最近一次火山噴發在全新世發生。